# Ian Thomas (Vlaams zanger)
Ian Thomas, volledige naam Ian Thomas Hoelen (30 april 1997), is een Belgische zanger. Hij werd in 2011 bekend via YouTube en groeide daarna uit tot een populair tieneridool.

## Biografie
Ian Thomas is de zoon van de Vlaamse acteur Frank Hoelen en de Nederlandse choreografe Brigitte Derks. Thomas plaatste in 2011 een filmpje op YouTube waarin hij een Nederlandstalige versie zingt van het liedje Baby, oorspronkelijk een Engelstalige hit van de Canadese zanger Justin Bieber. Via deze weg werd hij opgemerkt door platenmaatschappij Universal Music, die hem een contract aanbood. Niet lang daarna werd Baby op single uitgebracht en op 26 maart 2011 bereikte het de nummer 1-positie van de Vlaamse Top 10 van Ultratop. Thomas werd ondertussen ook wel de 'Vlaamse Justin Bieber' genoemd.
In juni 2011 verscheen zijn eerste album More than a game, met daarop nummers als You got me down en Kiss kiss. Als tweede single van het album werd Autograph uitgebracht.
Samen met Pita Said werkte Ian Thomas in 2013 aan zijn tweede album Diversity. Met de single Lalaland scoorde hij opnieuw een hit in Vlaanderen. Eind 2013 vertrok hij naar de Verenigde Staten om een single op te nemen met Lance Bass, Bella Blue, Anise K en Snoop Dogg. Thomas zette zijn internationale stappen vanaf februari 2014 voort in Japan. In de lente van 2014 ging hij samenwerken met Debbie Rowe, de ex-vrouw van Michael Jackson, waarna hij in juni van dat jaar zijn derde album uitbracht: GameTime.
Zijn vierde album, Make things happen, verscheen in 2016.
In augustus 2019 was Ian Thomas het gezicht van een pop-upshop in cannabidiolproducten in Antwerpen. Na een dag verzegelde de politie zijn winkel vanwege inbreuken van de voedselwetgeving en het niet in orde zijn met de nodige vergunningen. Nog eens twee dagen later kwam het parket van Antwerpen terug op haar beslissing en was de winkel terug open. Aangezien het ging om een pop-upshop die minder dan 30 dagen open is, is geen vestigingsgetuigschrift nodig en moet de winkel dus niet in de Kruispuntbank van Ondernemingen worden ingeschreven.

## Televisie
Ian Thomas had in 2007 een gastrol als Tim Van de Vijver in de VTM-ziekenhuisserie Spoed. Hij speelde mee in een drietal afleveringen in seizoen elf. In 2013 nam hij deel aan het VTM-programma De Grote Sprong, waarin hij achter winnares Tanja Dexters als tweede eindigde. Verder was Thomas onder meer ook te zien in De wereld van (Ketnet, 2014) en speelde hij in 2015 een hoofdrol in Kattenoog op vtmKzoom.
In 2016 was Thomas een van de deelnemers in Liefde voor muziek op VTM. In het najaar van 2018 nam hij deel aan Dancing with the stars op VIER. In mei 2019 debuteerde Thomas in de soapserie Familie als ingenieur Elias Van Wilder. Zijn rol in de soap liep tot augustus 2019. In 2019 nam hij deel aan De Slimste Mens ter Wereld waarin hij 1 aflevering te zien was. In 2022 nam hij deel aan Spartacus Run op VTM.

## Ian Thomas in Nederland
In september 2011 trad Ian Thomas op tijdens de Tinadag. Daarna trad hij ook op in het televisieprogramma Kids Top 20 (waar hij later meespeelde in een videoclip van hetzelfde programma) en in ZappLive. Op die manier werd zijn bekendheid in Nederland groter. Een maand later stond Thomas voor de eerste keer op het podium van Hitz voor Kidz en herhaalde dit in de Heineken Musical Hall in 2012.

## Discografie

### Albums
| Album met hitnotering(en) in de Vlaamse Ultratop 200 albums | Datum van verschijnen | Datum van binnenkomst | Hoogste positie | Aantal weken | Opmerkingen |
| ----------------------------------------------------------- | --------------------- | --------------------- | --------------- | ------------ | ----------- |
| More than a game                                            | 24-06-2011            | 02-07-2011            | 6               | 25           |             |
| Diversity                                                   | 26-04-2013            | 04-05-2013            | 16              | 17           |             |
| GameTime                                                    | 23-06-2014            | 05-07-2014            | 13              | 11           |             |
| Make things happen                                          | 19-02-2016            | 27-02-2016            | 9               | 11           |             |

### Singles
| Single met hitnotering(en) in de Vlaamse Ultratop 50 | Datum van verschijnen | Datum van binnenkomst | Hoogste positie | Aantal weken | Opmerkingen                                          |
| ---------------------------------------------------- | --------------------- | --------------------- | --------------- | ------------ | ---------------------------------------------------- |
| Baby                                                 | 11-03-2011            | 19-03-2011            | 15              | 4            | Nr. 1 in de Vlaamse Top 10                           |
| Autograph                                            | 13-05-2011            | 18-06-2011            | tip30           | -            | Nr. 1 in de Vlaamse Top 10                           |
| You are the one                                      | 2012                  | 14-07-2012            | tip61           | -            | met Mello / Nr. 7 in de Vlaamse Top 10               |
| Dans de wereld rond                                  | 2012                  | 20-10-2012            | tip17           | -            | met Nicole & Hugo / Nr. 3 in de Vlaamse Top 10       |
| Turn the tide                                        | 2012                  | 22-12-2012            | tip68           | -            |                                                      |
| Lalaland                                             | 25-03-2013            | 06-04-2013            | 26              | 4            |                                                      |
| Dancefloor in five                                   | 10-06-2013            | 10-08-2013            | tip53           | -            |                                                      |
| Rain                                                 | 30-09-2013            | 12-10-2013            | 10              | 3            |                                                      |
| Walking on air                                       | 06-01-2014            | 25-01-2014            | 4               | 5            | met Anise K, Snoop Dogg, Lance Bass & Bella Blue     |
| Another round                                        | 19-03-2014            | 29-03-2014            | 21              | 2            |                                                      |
| Fall in love                                         | 22-04-2014            | 26-04-2014            | tip24           | -            | met Dennis                                           |
| Slow down                                            | 24-06-2014            | 05-07-2014            | 8               | 4            |                                                      |
| Love X4                                              | 19-08-2014            | 13-09-2014            | 9               | 1            |                                                      |
| Run away                                             | 10-11-2014            | 15-11-2014            | 25              | 1            | met Nyanda                                           |
| Cheers                                               | 20-03-2015            | 04-04-2015            | 11              | 1            | met Tyga                                             |
| Till the morning                                     | 01-08-2015            | 08-08-2015            | 18              | 7            | met Flo Rida en LiLiana                              |
| Hello world (Live)                                   | 2016                  | 23-01-2016            | tip13           | -            | Uit Liefde voor muziek                               |
| Banana pancakes (Live)                               | 2016                  | 30-01-2016            | tip             | -            | Uit Liefde voor muziek                               |
| Too good to be true (Live)                           | 2016                  | 06-02-2016            | tip4            | -            | Uit Liefde voor muziek                               |
| Song for my dad (Live)                               | 2016                  | 13-02-2016            | 41              | 1            | Uit Liefde voor muziek                               |
| Envelop me (Live)                                    | 2016                  | 20-02-2016            | tip31           | -            | Uit Liefde voor muziek                               |
| Females (Live)                                       | 2016                  | 27-02-2016            | tip             | -            | Uit Liefde voor muziek                               |
| Slaap lekker (Fantastig toch) (Live)                 | 2016                  | 05-03-2016            | tip             | -            | Uit Liefde voor muziek / Nr. 40 in de Vlaamse Top 50 |
| Heartbroken                                          | 2016                  | 12-03-2016            | tip27           | -            |                                                      |
| That girl bad                                        | 2016                  | 02-07-2016            | tip32           | -            |                                                      |
| Molly                                                | 2017                  | 12-08-2017            | tip             | -            |                                                      |

## Awards
| Jaar | Genomineerd | Award                                                  | Resultaat   |
| ---- | ----------- | ------------------------------------------------------ | ----------- |
| 2014 | Zichzelf    | Joepie: Wereld Veroveraar Award                        | Gewonnen    |
| 2014 | Zichzelf    | Joepie: Hottie Van Het Jaar                            | Gewonnen    |
| 2015 | Zichzelf    | Kids Choice Awards Favoriete ster: Nederland en België | Genomineerd |